# Comuna de Bełchatów
Bełchatów (polaco: Gmina Bełchatów) é uma gminy (comuna) na Polónia, na voivodia de Lodz e no condado de Bełchatowski. A sede do condado é a cidade de Bełchatów.
De acordo com os censos de 2004, a comuna tem 8960 habitantes, com uma densidade 49,8 hab/km².

## Área
Estende-se por uma área de 179,89 km², incluindo:
- área agrícola: 53%
- área florestal: 35%

## Demografia
Dados de 30 de Junho 2004:
|                      | Total   | Total | Mulheres | Mulheres | Homens  | Homens |
| -------------------- | ------- | ----- | -------- | -------- | ------- | ------ |
|                      | pessoas | %     | pessoas  | %        | pessoas | %      |
| População            | 8960    | 100   | 4516     | 50,4     | 4444    | 49,6   |
| Densidade (pop./km²) | 49,8    | 100   | 25,1     | 25,1     | 24,7    | 24,7   |

De acordo com dados de 2002, o rendimento médio per capita ascendia a 1384,47 zł.

## Subdivisões
- Adamów, Augustynów, Bukowa, Dobiecin, Dobiecin-Kolonia, Dobrzelów, Domiechowice, Helenów, Huta, Janina, Janów, Józefów, Kałduny, Kielchinów, Korczew, Księży Młyn, Kurnos Drugi, Kurnos Pierwszy, Ludwików, Ławy, Łękawa, Mazury, Mokracz, Myszaki, Niedyszyna, Oleśnik, Podwody, Podwody-Kolonia, Poręby, Postękalice, Rząsawa, Wielopole, Wola Kruszyńska, Wola Mikorska, Wólka Łękawska, Zawadów, Zawady, Zdzieszulice Górne, Zdzieszulice Dolne, Zwierzchów.

## Comunas vizinhas
- m. Bełchatów, Drużbice, Grabica, Kamieńsk, Kleszczów, Kluki, Wola Krzysztoporska, Zelów